# Mito Elias
Fernando Hamilton Barbosa Elias (Praia, Cabo Verde, 9 de agosto de 1965), mais conhecido como Mito ou Mito Elias, é um poeta, artista plástico e artista cabo-verdiano.
Mito Elias estudou no Ar.Co, em Lisboa, entre 1989 e 1991. Vive e trabalha na diáspora desde 1989.
Tem desenvolvido uma linguagem que consiste na pesquisa da oralidade e do fabulário crioulo, estilo simbiótico entre aguada, escrita e multimédia, que designou Mare Calamus.
Foi elemento fundador da revista Sopinha de Alfabeto (1986), onde se revelaram poetas como: Filinto Elísio, Eurico Barros e Vadinho Velhino.

## Algumas distinções
- Medalha do Vulcão, 1.ª classe, atribuída pela Presidência da República de Cabo Verde.[5]

## Exposições recentes
- 2015 (Individual) Scripta - Melbourne - Austrália.
- 2015 (Individual) [RE] alphabetika - Fundação Oriente - Díli - Timor Leste.
- 2014 (Individual) Fandata - Fo Guang Yuan Art Gallery - Melbourne - Australia.
- 2014 (Individual) [EX] Isle - Frankston Arts Centre - Melbourne - Australia.
- 2012 (Individual) Criolantus - PCIL - Praia - Cabo Verde.
- 2012 (Colectiva) Si Stau (Noção 1ª de Macau) - Old Court House - Macau.
- 2011 (Individual) Amor Sta La - Ordem dos Médicos - Lisboa - Portugal.
- 2011 (Colectiva) De Pareidolia: Paredis & Numbrasom. Casa das Artes e Cultura do Tejo, Vila Velha de Rodão, Portugal.
- 2011 (Individual) Private Z(oo)m: Tempo dos Bichos. Museu Afro-Brasil, São Paulo, Brasil.[6]
- 2010 (Individual) Majina (30 anos 100 Lennon) - Livraria Buchholz - Lisboa - Portugal.
- 2009 (Individual) Nó di Sulada - WMDC - Rotterdam - Holanda.
- 2008 (Colectiva) Exposição comemorativa dos 50 anos da Fundação Bissaya Barreto, Coimbra, Portugal.
- 2008 (Colectiva) Porto Madeira 2008. Santiago, Cabo Verde.
- 2008 (Colectiva) Ecos à Bolina (Na Rota De Calamus). CINUSP, São Paulo, Brasil.
- 2008 (Colectiva) Africa Now!  Emerging Talents From a Continent on The Move. World Bank, Washington DC, Estados Unidos.[7]
- 2008 (Individual) Nu Bai. Auditório do BCA, Praia, Cabo Verde.
- 2008 (Individual) FishBonEye. Câmara Municipal de São Vicente, Cabo Verde,
- 2007 (Colectiva) Le Bourgeois Experimental. Saint Germain des Près, Paris, França.
- 2007 (Individual) Na Som di Kriolu. Expominas, Belo Horizonte, Brasil.
- 2006 (Individual) Li-Sim-Sim. Kerry Center. Pequim. China.
- 2006 (Individual) Li-Sim-Sim. Fisherman's Wharf, Macau, China.[8]

### Algumas Exposições Individuais
- Artesanato & pintura - Centro Cultural Francês - Praia - C. V. 1989
- Imagens alternativas de C.V. ( Fotografia ) - Associação Caboverdiana - Lisboa - Portugal 1995
- Mitomorfoses ( Pintura & Desenho ) - Instalações do MCC - Praia - C.V.
- Mitomorfoses ( Pintura & Desenho ) - Palácio do Povo - Mindelo - C.V 1997
- Lágrimas de Indigo ( Pintura ) - Instalações do MCC - Praia - C.V.
- Lágrimas de Indigo ( Pintura ) - Centro Cultural do Mindelo - S.Vicente - C.V.